# Laurel Halo
Laurel Halo, rodným jménem Laurel Anne Chartow, (* 3. června 1985) je americká hudebnice specializující se na elektronickou hudbu.

## Život
Pochází z Ann Arbor v Michiganu. Ve svých šesti letech začala hrát na klavír. Od roku 2009 žila v New Yorku, od 2013 v Berlíně a později v Los Angeles, kde mj. působí na Kalifornském institutu umění.
V letech 2010 a 2011 vydala tři EP, na které v roce 2012 navázala první dlouhohrající deska Quarantine vydaná londýnským vydavatelstvím Hyperdub. Časopis The Wire ji označil za album roku. Druhé album Chance of Rain vyšlo v říjnu 2013 a třetí In Situ pak o dva roky později. V roce 2018 složila originální hudbu k experimentálnímu filmu Possessed. Roku 2022 produkovala album From a Story Now Lost norské klavíristky Anji Lauvdal. V září 2023 vydala album Atlas, na které přispěli mj. Coby Sey a Lucy Railton. Roku 2024 vydala split album Manifolds / Octavia s hudebnicí Jessicou Ekomane.
Dále hostovala na nahrávkách Beatrice Dillon, dua Games a dua Teengirl Fantasy. Remixovala písně Yanna Tiersena, Perfume Genius a Forest Swords.
V únoru 2013 vyšel její remix písně „Living with You“ velšského hudebníka Johna Calea. S Calem spolupracovala i v srpnu 2015, kdy po jeho boku vystoupila na melbourneském festivalu Supersense (představení bylo označováno jako Signal to Noise). Roku 2023 hrála v titulní písni Caleova alba Mercy.

## Diskografie
- King Felix (2010; EP)
- Hour Logic (2011; EP)
- Antenna (2011; EP)
- Quarantine (2012)
- Chance of Rain (2013)
- Behind the Green Door (2013; EP)
- In Situ (2015)
- Dust (2017)
- Raw Silk Uncut Wood (2018)
- Tru / Opal / The Light Within You (2018; EP)
- Possessed (2020; soundtrack k filmu z roku 2018)
- Atlas (2023)